# 颉庄乡
颉庄乡，是中华人民共和国河北省保定市竞秀区下辖的一个乡镇级行政单位。

## 行政区划
颉庄乡下辖以下地区：
郞庄村、康庄村、崔闸村、小车村、大车村、郝庄村、水碾头村、颉庄村和辛庄村。